# Абанґа-Біґне
Абанґа-Біґне (фр. Abanga-Bigné) — департамент Габону в провінції Моаян Оґове. Адміністративний центр — місто Нджоле.

## Географія
Департамент Абанґа-Біґне розташований у центральній частині країни, біля нижнього течії річки Оґове, на південний схід від столиці Лібревіль.

## Топонім
Департамент Абанґа-Біґне отримав назву від річки Абанґа, яка впадає в Оґове за 30 км нижче по течії від міста Нджоле.

## Клімат
| Кліматограма департаменту Абанґа-Біґне                                                          | Кліматограма департаменту Абанґа-Біґне | Кліматограма департаменту Абанґа-Біґне | Кліматограма департаменту Абанґа-Біґне | Кліматограма департаменту Абанґа-Біґне | Кліматограма департаменту Абанґа-Біґне | Кліматограма департаменту Абанґа-Біґне | Кліматограма департаменту Абанґа-Біґне | Кліматограма департаменту Абанґа-Біґне | Кліматограма департаменту Абанґа-Біґне | Кліматограма департаменту Абанґа-Біґне | Кліматограма департаменту Абанґа-Біґне |
| ----------------------------------------------------------------------------------------------- | -------------------------------------- | -------------------------------------- | -------------------------------------- | -------------------------------------- | -------------------------------------- | -------------------------------------- | -------------------------------------- | -------------------------------------- | -------------------------------------- | -------------------------------------- | -------------------------------------- |
| С                                                                                               | Л                                      | Б                                      | К                                      | Т                                      | Ч                                      | Л                                      | С                                      | В                                      | Ж                                      | Л                                      | Г                                      |
| 113 22 20                                                                                       | 123 22 19                              | 261 23 20                              | 275 23 21                              | 316 23 21                              | 32 21 20                               | 3 20 18                                | 14 22 17                               | 85 23 18                               | 405 20 19                              | 468 21 19                              | 162 22 21                              |
| Середня макс. і мін. температури повітря (°C) Атмосферні опади (мм), за рік : 2257 мм. Джерело: |                                        |                                        |                                        |                                        |                                        |                                        |                                        |                                        |                                        |                                        |                                        |

## Населення
За даними 2013 року чисельність населення становить 14 941 особу.
| 2003   | 2013     |
| ------ | -------- |
| 13 178 | ▲ 14 941 |

## Адміністративний поділ департаменту
Департамент Абанґа-Біґне адміністративно поділяється на п'ять підрозділів третього рівня.
| 1 | Комуна Нджоле       | 6877 |
| 2 | Кантон Самкіта      | 379  |
| 3 | Кантон Біфун-Веліґа | 1417 |
| 4 | Кантон Ебель-Абанґа | 921  |
| 5 | Кантон Ебель-Алембе | 5347 |